# Bovernier
Bovernier är en ort och kommun i distriktet Martigny i kantonen Valais, Schweiz. Kommunen har 924 invånare (2023).